# На арені Луріх
«На арені Луріх» — радянський художній фільм 1984 року, знятий на кіностудії «Талліннфільм».

## Сюжет
Сюжет фільму, що розповідає про Ревельский (Талліннський) чемпіонат борців 1910 року, заснований на реальних фактах і подіях з життя легендарного естонського спортсмена, борця і штангіста, багаторазового чемпіона світу Георга Луріха (1876—1920).

## У ролях
- Тину Луме — Георг Луріх
- Енн Клоорен — Якоб
- Регіна Разума — Анна
- Леонід Шевцов — начальник поліції
- Тетяна Котова — Софія Андріївна
- Рейн Каремяе — Берглунд
- Тину Аав — Грюнберг
- Юрі Ярвет — адвокат
- Рем Разумс — Петер, син Анни
- Айн Лутсепп — Мадіс

## Знімальна група
- Режисер — Валентин Куйк
- Сценаристи — Валентин Куйк, Едуард Тінн
- Оператор — Арво Іхо
- Композитор — Лепо Сумера
- Художник — Тину Вирве